# فن لوبا

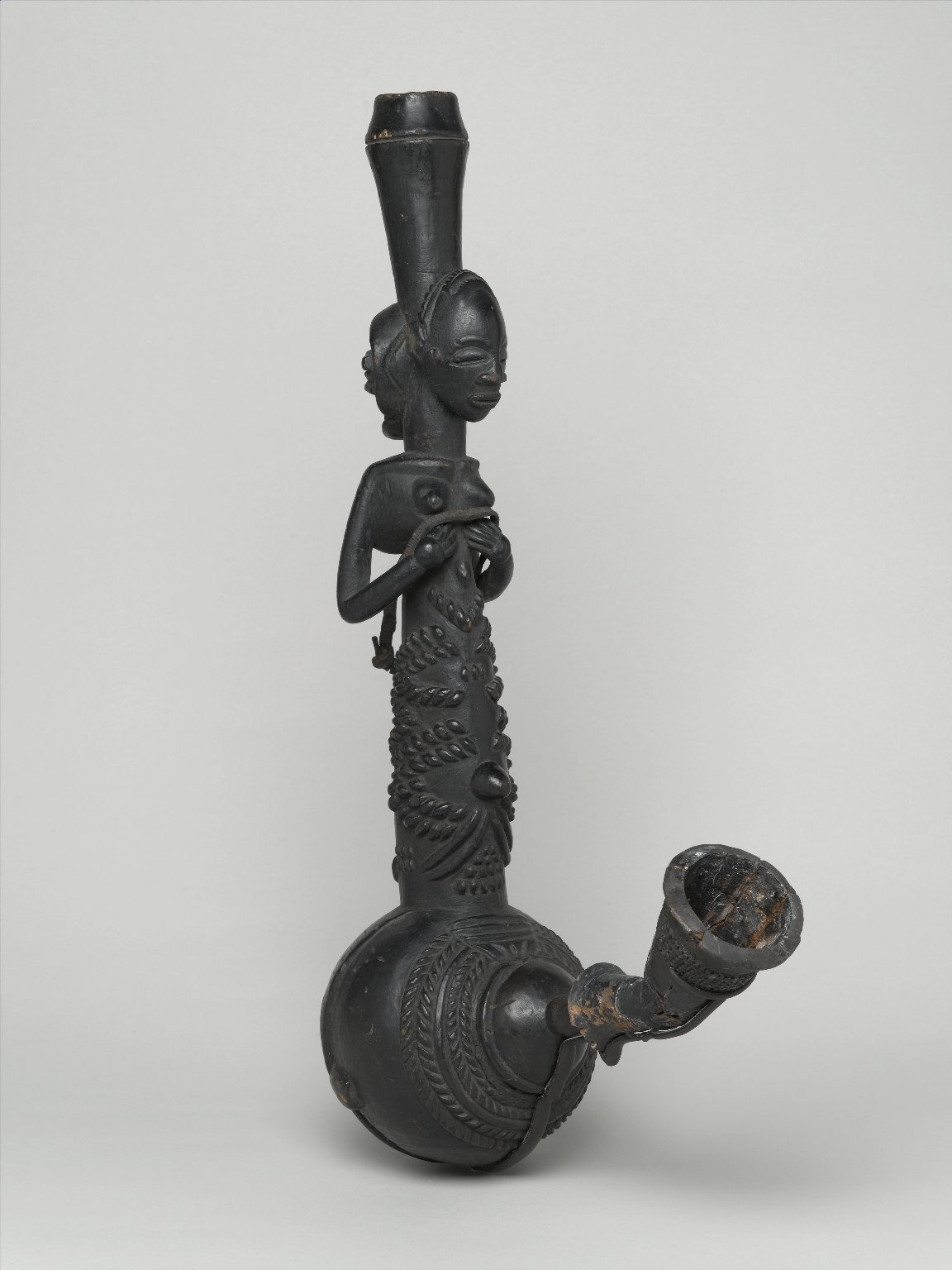
أنبوب مياه مثالًا عن الفن اللوبي من مجموعة متحف بروكلين

يشير فن لوبا إلى الثقافة البصرية والمادية لشعب لوبا. أُنشئت معظم الأشياء من قبل أشخاص يعيشون على طول نهر لوالابا وحول بحيرات منخفض أوبيمبا، أو بين الشعوب ذات الصلة إلى الشرق مما يعرف الآن بجمهورية الكونغو الديمقراطية.
التاريخ الدقيق لتأسيس ملكة لوبا غير مؤكد. بحسب التقاليد الشفوية، غزا البطل الثقافي كالالا إلونغا أراضي الزعماء المجاورة على طول نهر لوالابا. بُجل كالالا وخلفائه من بعده باعتبارهم آلهة حية تمتلك القوى العظمى. توسعت إمبراطورية لوبا خلال القرن الثامن عشر، باتجاه الشرق والجنوب حتى وصلت إلى أحواض نهري سانكورو ولومامي. بالتالي، يختلف فن لوبا إقليميًا، وقد أثر على فن الشعوب المجاورة بما في ذلك شعبي الهيمبا والبويو. أُنتج معظم فن لوبا الموجود من المجموعات الغربية في الأصل بالاشتراك مع المحاكم الملكية أو الرئيسية، وكان الهدف منه إثبات قوة القادة. تميل أشكال فن لوبا إلى أن تكون «مصممة بدقة ومنحنية الخطوط، ومعبرة عن الصفاء والاستبطان».
أعلنت دار المزادات المرموقة سوذبيز في ديسمبر من عام 2010، أن تمثال لوبا السيد بولي الأسطوري قد بيع في باريس مقابل 7.100.000.00 دولار أمريكي. جعلت عملية البيع هذه مقعد تمثال العذراء ثاني أغلى قطعة فنية إفريقية في التاريخ.

## المعايير الجمالية عند اللوبا
بحسب المتحدثين باسم لوبا، يرتبط الشكل الخارجي والشكل الأيقوني لأشكال لوبا ارتباطًا مباشرًا بفعاليتها. بالنسبة إلى لوبا، فإن كيفية ظهور الشكل تحدد مدى جودة عمله. لكي يُعتبر الشكل فعالًا، يجب أن يعمل على حماية وتعزيز وشفاء الأفراد والمجتمعات.

## التركيز على المرأة في فنون لوبا
تحتوي جميع فنون لوبا تقريبًا على الشكل الأنثوي سواء أكانت تعلو الأشكال أو تدعمها، مثل مساند الرأس أو العصي أو الرماح أو الفؤوس أو الأطباق. يُعد الشكل الذي يُصور الأنثى ممسكة بثدييها، الأكثر شيوعًا في فن لوبا. تمتلك هذه الإيماءة مستويات متعددة من المعاني، فهي ترمز إلى الاحترام والرعاية ودور المرأة كأم. يُعد التمثيل أمرًا مهمًا أيضًا منذ تعقب لوبا عبر خط الإناث. تُشير هذا الإيماءة أيضا إلى حقيقة أنه في ثقافة لوبا، تُعتبر النساء فقط قويات بما يكفي لحماية الأسرار العميقة للملكية، ومن ثدييهن يحمين المحظورات الملكية التي تعتمد عليها الملكية المقدسة. غالبًا ما تحمل النساء علامات على هوية لوبا مثل علامات الجمال المنتشرة في شكل خدش.
يوضح لوبا أن النساء، وفقط اللواتي يمتلكن القدرة على الحمل وإنتاج حياة جديدة، هن قويات بما يكفي لحمل أرواح قوية والمعرفة السرية المرتبطة بها.
امتلك الرجال ذوي المكانة النبيلة أشكال لوبا لأنها غالبًا ما ركزت على النساء. كان الفنانون الذين صنعوها رجالًا أيضًا، وتدربوا على الحدادة ونحت الخشب.